# هتون-لو-هول
longitudeهتون-لو-هولlatitudeهتون-لو-هول
هتون-لو-هول (به انگلیسی: Hetton-le-Hole) یک شهرک در بریتانیا است که در انگلستان واقع شده‌است.

## خصوصیات
هتون-لو-هول ۱۴٬۴۰۲ نفر جمعیت دارد.